# Apple Books
Apple Books (ранее iBooks) — бесплатное приложение от Apple Inc. для чтения электронных книг. Работает только на устройствах корпорации Apple. В частности на iPad, iPhone, iPod Touch и OS X. Является основной «читалкой» для устройств Apple. Изначально создавалась для iPad, но потом стали появляться версии для других устройств Apple. Релиз программы состоялся 27 января 2010 года. Эта программа бесплатна, её можно скачать из App Store на устройстве. 10 июня 2013 года была анонсирована версия iBooks и для настольных компьютеров Apple.

## История создания
iBooks была объявлена наряду с iPad на пресс-конференции в январе 2010 года. Сам магазин iBookstore, однако, был открыт в Америке за три дня до выпуска iPad с введением iTunes 9.1. Это была мера предотвращения слишком большого трафика на серверах Apple, так как они были перегружены в прошлом, когда осуществлялись релизы iPhone. 8 апреля 2010 года Apple объявила, что iBooks будет обновлен для поддержки iPhone и iPod Touch с iOS 4. 8 июня 2010 г. было объявлено, что iBooks будет обновляться около раза в месяц, чтобы читать PDF файлы, а также иметь возможность комментировать и PDF файлы и электронные книги. По состоянию на 1 июля Apple расширила iBooks в Канаду, но нет ни слова о будущих расширениях.
14 ноября 2013 года — вышла версия iBooks 3.2 с дизайном в стиле iOS 7. Но многим пользователям это обновление не понравилось, и, впервые за всю историю iBooks, рейтинг программы в магазине App Store упал ниже 2-х звезд. Начиная с iOS 8, iBooks стало системным приложением, которое невозможно удалить.
24 января 2018 года компания Apple переименовала iBooks в Books («Книги» в интерфейсе на русском).

## Описание программы
Это бесплатная программа для чтения книг содержит в себе встроенный магазин Apple Books Store (ранее — iBook Store), в котором можно купить книгу. Многие книги в нём бесплатны, а платные можно немного почитать перед тем как купить. Также программа позволяет читать и сохранять документы в формате .pda, которые можно сохранять прямо из интернета в устройство. Также программа поддерживает синхронизацию с компьютером через iTunes, при этом книги должны быть в формате epub. При чтении книги возможно изменение шрифта, размера текста, подсветки и цвета страниц. Программа предлагает три варианта цвета страницы:
- Стандартный режим
- Сепия
- Ночной режим

В самих книгах можно создавать закладки и делать выделения «маркером» с отдельными пометками, цвет которых тоже можно выбирать.
При открытии программы перед читателем возникает белая книжная полка с различными книгами. При прикосновении, программа открывает книгу. В версии для iPad текст двухстраничный, насколько позволяет большой экран iPad. В версии для iPhone и iPod Touch текст заполняет весь экран, как одна страница. В Apple Books нельзя переслать вложением по электронной почте книги в формате epub без использования компьютера.

### Форматы
С помощью программы iBooks можно читать цифровые книги следующих форматов:
- .ePub
- .pdf
- .ibooks — начиная с версии 2.0[5]

С помощью iTunes можно добавлять в Apple Books бесплатные, незащищенные файлы .ePub или загружать приобретенные файлы .ePub из магазина iBookstore. iBooks также поддерживает файлы формата .pdf, которые могут быть синхронизированы в Apple Books вручную.

Поддерживаемые языки интерфейса: русский, арабский, каталанский, китайский, хорватский, чешский, датский, голландский, английский, финский, французский, немецкий, греческий, иврит, венгерский, индонезийский, итальянский, японский, корейский, малайский, норвежский, польский, португальский, румынский, словацкий, испанский, шведский, тайский, турецкий, украинский, вьетнамский.

### Особенности версии на русском языке
В России у пользователей Apple Books отсутствует возможность покупать книги и аудиокниги. Сообщается, что это связано с тем, что «у Apple нет договоров с местными издательствами». Весь ассортимент нынешнего магазина состоит из классической русской и зарубежной литературы, перешедшей в общественное достояние и потому доступной для скачивания бесплатно.